# 無為症候群
神経学における無為状態（むい, Aboulia,abulia, ギリシア語: βουλήで"will"）とは、 意思（will）や率先性（イニシアティブ）に欠ける状態であり、動機減少障害（disorder of diminished motivation,DDM）に見える状態である。無為状態は動機減少スペクトラム（spectrum of diminished motivation）の中程度の状態であり、アパシーよりも重度であり、無動無言症よりも軽度な状態に位置づけられる無為状態の患者は、単独で行動や意思決定を行う事ができず、その深刻性は軽度から重度までありうる。またブロック病（自力歩行不能かつ起立不能とされる）としても知られている。初期には、無為状態は意欲障害（disorder of the will）とされていた。

## 症状
無為状態は臨床において、1838年より知られるようになった。しかし時が経つにつれ、その定義は様々に違っており、過去のものと矛盾が生じることもあった。無為状態は、運動、表現、言語やしぐさの喪失、発音の低速化や遅延、自発的な思考や率先性の減少などとして記される
臨床家が最も一般的に無為状態に関連付けている要素には以下がある
- 目的をもって動作を開始したり維持することの困難
- 自発的運動の欠如
- 自発的会話の減少
- 問いかけに対する応答に時間を要する
- 受動的
- 感情的なリアクションと自発性の減少
- 社会的関係の減少
- 一般的な娯楽への興味の減少

進行性認知症の患者では、とりわけ摂食に影響が出ることが多い。患者は長い時間、食事を飲み込むことなく咀嚼しつづけたり、口に咥えたままにしつづける。こういった行動は、患者がもはや強い欲求を持っていないという事を示す証拠である。

## 診断

### 無為状態が発生しうる疾患
- うつ病
- 統合失調症
- 前頭側頭認知症
- パーキンソン病
- ハンチントン病
- ピック病
- 進行性核上性麻痺
- 外傷性脳損傷
- 脳梗塞

### アルツハイマー病
アルツハイマー病(AD)患者の25-50%において、モチベーション欠如が報告されている。 AD患者においては大うつ病を持つことも一般的ではあるが、AD患者と無為状態を併発する患者の半数は大うつ病とはならず、大うつ病と無為状態は区別される。

## 社会と文化
ドラマDr.HOUSEの第3シーズン66話「House Training」では、前頭葉の一過性脳虚血発作によって無為状態になったエピソードが登場する。